# Nakielski Czas
Nakielski Czas (potocznie: Czas Nakła) − niskonakładowy tygodnik powiatowy wydawany przez Wydawnictwo Czas od 1995 roku w Nakle nad Notecią. Wcześniej pod nazwą Czas Nakła. 
Czasopismo ukazuje się we wtorki. Jest członkiem Stowarzyszenia Gazet Lokalnych.